# 山西大学大东关校区
山西大学大东关校区位于山西省太原市杏花岭区大东关红沟南街36号，2014年至2022年间属于山西大学。

## 历史
2014年6月，太原电力高等专科学校合并入山西大学，其原有的校址成为山西大学大东关校区。而太原电专的原有科系则整编为电力工程系、动力工程系、土木工程系、工程管理系和自动化系。
2014年9月，山西大学软件学院在大东关校区成立。
2020年，电力工程系、动力工程系、土木工程系、工程管理系改组为电力与建筑学院；自动化系、软件学院则合并为自动化与软件学院。
2022年6月，大东关校区全体学生分别迁往坞城路校区与东山校区。根据相关文件，山西大学校方已将大东关校区作价17亿元出售，所得价款用于建设东山校区。